# Sony Interactive Entertainment
Sony Interactive Entertainment, LLC, nota come Sony Computer Entertainment, Inc. fino al 2016, è una società giapponese attiva nell'ambito dei videogiochi e delle console.
Fu fondata il 16 novembre 1993 a Tokyo come sussidiaria di Sony. La società gestisce la ricerca, lo sviluppo, la produzione e la vendita di hardware riguardanti il marchio PlayStation; ma è anche editore e sviluppatore di videogiochi per i propri sistemi con diverse filiali distribuite in America, Europa, Oceania e Asia. Il presidente e CEO di Sony Computer Entertainment è stato Ken Kutaragi, che è anche conosciuto come il "Padre della PlayStation". Kutaragi è stato il presidente fino al 30 novembre 2006, quando è stato sostituito da Kazuo Hirai; il quale a sua volta è stato sostituito da Jack Tretton come presidente e CEO di Sony Computer Entertainment America. La società ha sede a Tokyo, ma anche uffici sparsi in tutto il mondo.

## Console casalinghe

### PlayStation

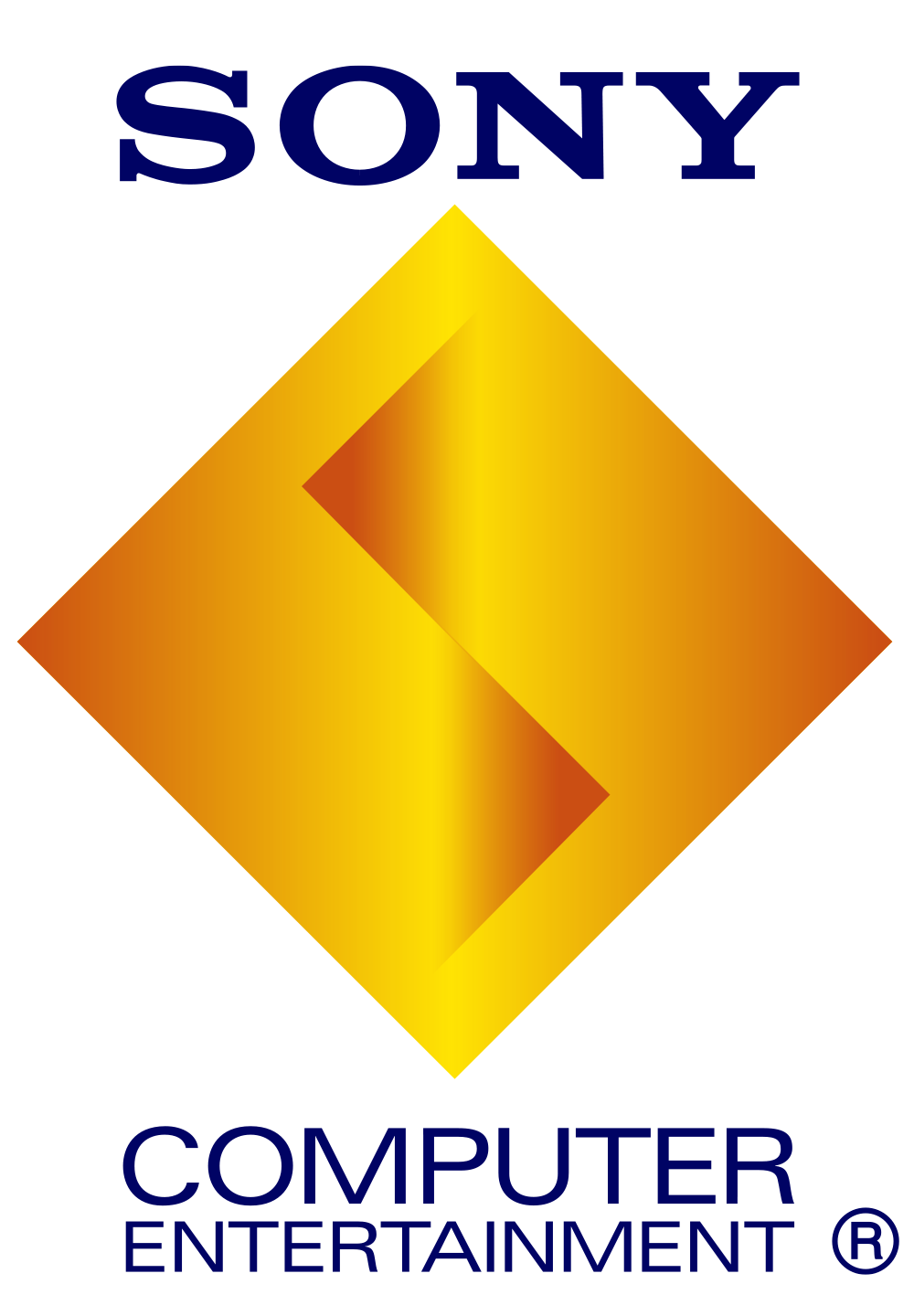
Logo storico di Sony Computer Entertainment

Prima incursione nel mercato videoludico da parte di Sony, la PlayStation (PSX durante la fase di sviluppo, in seguito PSone) inizialmente sarebbe dovuta essere una periferica in grado di leggere i CD per lo SNES (Super Nintendo Entertainment System, conosciuto anche come Super Famicom in Giappone) come risposta al Sega Mega CD, periferica sviluppata congiuntamente da SEGA e JVC da aggiungere al Sega Mega Drive. Quando i piani per lo sviluppo del lettore CD per lo SNES furono segretamente cancellati da parte di Nintendo, la Sony decise di farne una console completa.

### PlayStation 2
Al momento la console più venduta e famosa al mondo, la PlayStation 2 fu pubblicata in Giappone il 4 marzo del 2000, in Nord America il 26 ottobre e in Europa il 24 novembre dello stesso anno. La PlayStation 2 offre una grafica di nuova generazione (rispetto alla quinta generazione di console) e fu la prima console ad avere funzionalità di riproduzione DVD. La console venne criticata da alcuni sviluppatori di videogiochi per la sua difficoltà di programmazione; ma nonostante ciò la PS2 ha avuto un enorme sostegno da terze parti ed è divenuta un grande successo commerciale.

### PSX
Nel dicembre 2003, la Sony ha aggiornato l'hardware della PlayStation 2 aggiungendo un masterizzatore DVD, un hard disk e funzionalità di video recorder. Il sistema così aggiornato è stato indicato con il nome di PSX (un acronimo utilizzato anche per indicare la prima PlayStation durante la sua fase di sviluppo), aggiungendo anche un'estesa connettività con la PSP. Tuttavia, si tratta di un dispositivo molto costoso e a causa della sua impopolarità non è mai stato pubblicato al di fuori del Giappone.

### PlayStation 3
La PlayStation 3 proietta il marchio PlayStation nella settima era. La PlayStation 3 si avvale di una nuovissima e potentissima CPU chiamata Cell che, grazie anche ad una scheda grafica RSX Reality Synthesizer offre una grafica totalmente nuova e impressionante, con supporto HD.
È in grado di supportare la visione 3D di molti giochi e film.

### PlayStation 4
La quarta console di Sony è uscita il 15 novembre 2013. La console è stata presentata durante il PlayStation Meeting il 20 febbraio 2013; è possibile utilizzare il PlayStation Move della PlayStation 3 ma non il DualShock 3, non c'è retrocompatibilità e nessun blocco dell'usato. L'architettura è simile a quella di un PC ed usa parti hardware create da AMD. Il suo nuovo controller è il DualShock 4.

### PlayStation 5
La PlayStation 5 è la quinta console prodotta da Sony Interactive Entertainment e fa parte della nona generazione di console. La console è stata ufficialmente annunciata l'8 ottobre 2019 tramite un comunicato sul PlayStation.Blog dal presidente della SIE, Jim Ryan, come successore della PS4. Il 7 aprile 2020 è stato presentato il controller wireless per PS5: il DualSense.
Uscita in Italia il 19 novembre 2020, è stata presentata il giorno 11 giugno 2020 in due versioni: normale e "Digital Edition" (ovvero senza possibilità di inserimento del disco di gioco).

## Console portatili

### Pocketstation
La Pocketstation è una mini-console di videogiochi creata a Sony come una periferica della PlayStation. Fu commercializzata nel solo territorio giapponese il 23 gennaio 1999; ed è dotata di display LCD, suono, un vero orologio e capacità di comunicazione ad infrarossi.

### PlayStation Portable
La PlayStation Portable (PSP) è una console da gioco portatile distribuita e prodotta da Sony Computer Entertainment, come una incursione nel mercato delle console portatili che è stato ed è ancora dominato da Nintendo; anche se la PSP è divenuta la maggior concorrente di Nintendo. Il suo sviluppo è stato annunciato durante l'E3 2003, ed è stato ufficialmente inaugurato il 11 maggio 2004 in una conferenza stampa Sony all'E3 2004. Il sistema è stato distribuito in Giappone il 12 dicembre 2004, negli Stati Uniti e il Canada sul 24 marzo 2005 e in Europa e in Italia il 1º settembre 2005. La versione Slim & Lite della console è stata annunciata all'E3 2007, ed è stata ufficialmente disponibile in Nord America, Europa e Giappone da settembre 2007.

### PlayStation Vita
La PlayStation Vita venne presentata ufficialmente a Tokyo il 27 gennaio del 2011, e in seguito molte delle sue funzionalità all'E3 2011. È considerata un flop commerciale.

## Organizzazione internazionale
Il primo settembre 2005 fu fondata la divisione Sony Computer Entertainment Worldwide Studios (rinominata Playstation Studios nel 2020) avrà la responsabilità globale per la direzione creativa, tecnica e strategica impostazione di sviluppo e di produzione dei software prodotti da Sony Computer Entertainment per la famiglia PlayStation. Shūhei Yoshida è stato nominato come presidente di SCE WWS il 16 maggio 2008. Yoshida è stato assunto da Kazuo Hirai, che è stato titolare del posto, dopo Phil Harrison (un ex SCEE VP) che ha lasciato la società all'inizio del 2008.
I giochi First Party appartengono alla Sony compreso lo studio dei sviluppatori.
| Sony Computer Entertainment Worldwide Studios (SCE WWS) First Party Studio Partners |
| --- |
| Sony Computer Entertainment Inc. - Clap Hanz – serie Everybody's Golf - Polyphony Digital – serie Gran turismo, serie Motor Toon Grand Prix, Omega Boost - SCE Japan Studio (Siren Team, etc.) – serie Ape Escape, LocoRoco, Astro Bot Rescue Mission - Team ICO – ICO, Shadow of the Colossus, The last guardian |
| filiali SCEI |
| Sony Computer Entertainment America Inc. - Naughty Dog – serie PS1 Crash Bandicoot (1996-1999), serie Jak, Uncharted, "The Last of Us" - SCE Bend Studio (ex Eidetic) – serie Syphon Filter, Days Gone - SCE Foster City Studio – Jet Li: Rise to Honor - SCE San Diego Studio – The Mark of Kri, NBA '07, MLB The Show 08 - SCE Santa Monica Studio – serie God of War, Kinetica - Sucker Punch Productions – serie inFamous, serie Sly Cooper - Insomniac Games – serie Resistance, serie Spyro the Dragon, serie Ratchet & Clank, Spider-Man Sony Computer Entertainment Europe Ltd. - Guerrilla Games – serie Killzone, Horizon Zero Dawn - SCE London Studio (include SCE Soho Studio & Camden) – serie The Getaway, serie SingStar - SCE Guerrilla Cambridge – serie MediEvil, Primal - Media Molecule – serie LittleBigPlanet, Dreams - Housemarque – Resogun, Returnal Sony Computer Entertainment Korea Inc. - SCE Korea – EyeToy: EduKids, GloRace: Phantastic Carnival |

| Sony Computer Entertainment Worldwide Studios (SCE WWS) Second Party Studio Partners |
| --- |
| Giappone - Level-5 – serie White Knight Chronicles, Ni no kuni: La minaccia della Strega Cinerea, Rogue Galaxy, Dark Cloud - Q-Games – The Tomorrow Children - Media.Vision – Wild Arms - Pyramid – serie Patapon - FromSoftware – Demon's Souls, Bloodborne - Kojima Productions – Death Stranding America del Nord - ThatGameCompany – Flow, Flower - Ready at Dawn Studios – God of War: Chains of Olympus, Daxter, The Order 1886 - High Impact Games – Ratchet & Clank: L'altezza non conta, Secret Agent Clank - Eat Sleep Play – Twisted Metal: Head On - Slant Six Games – SOCOM: U.S. Navy SEALs Confrontation, SOCOM: U.S. Navy SEALs Fireteam Bravo 3 - LightBox Interactive - Starhawk - Titan Studios - Fat Princess Europa - Quantic Dream – Heavy Rain, "Beyond: Two Souls", "Detroit: Become Human" - Relentless Software – Buzz! - Ninja Theory – Heavenly Sword - EPOS Game Studios - Crash Commando - Novarama - Invizimals |

## Giochi su licenza
Franchise proprietari di Sony Computer Entertainment:
| - Afrika - Alundra - Ape Escape - Arc the Lad - ATV Offroad Fury - Beyond the Beyond - Bloodborne - Buzz! - Calling All Cars! - Carnival Island - Colony Wars - Cool Boarders - Dark Cloud - Days Gone - Dead Nation - Demon's Souls - Destruction Derby - Discworld - Dog's Life - Downhill Domination - Dreams - Dropship: United Peace Force - Echochrome - Eight Days - Extermination - EyePet - EyeToy - FantaVision - Fat Princess - Folklore - Gangs of London - Genji - The Getaway - Ghosthunter - Ghost of Tsushima - God of War - Gran Turismo - Gravity Rush - G-Police | - Hardware - Heavenly Sword - Horizon - Hot Shots Golf - ICO - Infamous - Intelligent Qube - Invizimals - James Pond - Jak and Daxter - Jeanne d'Arc - Jet Moto - Jumping Flash! - Kileak: The DNA Imperative - Killzone - Kinetica - Kung Fu Rider - Lair - The Last Guardian - The Last Guy - The Legend of Dragoon - The order: 1886 - Legend of Legaia - Lemmings - LittleBigPlanet - LocoRoco - Mark of Kri, The - Spider-Man - MediEvil - MLB - ModNation Racers - Motor Toon Grand Prix - MotorStorm - NBA - NFL Gameday - NFL Xtreme - NHL FaceOff - Okage: Shadow King - Omega Boost | - PaRappa the Rapper - Patapon - PlayStation Move Heroes - PoPoLoCrois - Primal - Pursuit Force - Rally Cross - Ratchet & Clank - Rise of the Kasai - Resistance - Returnal - Rogue Galaxy - Shadow of the Colossus - SingStar - Siren - Sly Raccoon - SOCOM: Forze Speciali - Sorcery - Sports Champions - Start the party - Syphon Filter - Talkman - The Fight: Lights Out - The Last of Us - The Last Guardian - The Shoot - Tourist Trophy - Turbo Prop Racing - TV Superstars - Twisted Metal - Uncharted - Until Dawn - War of the Monsters - Warhawk - White Knight Chronicles - Wild Arms - Wipeout |